# 派恩城 (明尼苏达州)
派恩城（英語：Pine City）是一個位於美國明尼蘇達州派恩縣的都市。根據2010年美國人口普查，該地共人口3,127人，而該地的面積約為10.13平方千米。同時該地也是派恩縣的縣治。

## 地理
派恩城的座標為45°49′38″N 92°58′17″W / 45.82722°N 92.97139°W，而該地的平均海拔高度為290米（即951英尺）。